# Ruger LCR
| Ruger LCR                  | Ruger LCR |
| -------------------------- | --- |
|                            | |
| Тип                        | Револьвер |
| Место происхождения        | США |
| История производства       | |
| Дизайнер                   | Джозеф Зайк, другие                                                                                                |
| Разработан                 | 2009 |
| Производитель              | Sturm, Ruger & Co.                                                                                                 |
| Стоимость единицы          | $579-$669 (MSRP)                                                                                                   |
| Произведено                | 2010-настоящее время                                                                                               |
| Варианты                   | LCRx (с внешним молотком)                                                                                          |
| Технические характеристики | |
| Масса                      | 13,5-17,1 унции (380—480 г)                                                                                        |
| Длина                      | 6,5 дюйма (170 мм)                                                                                                 |
| Длина ствола               | 1.875 дюйма (47.6 мм) или 3 дюйма (76 мм)                                                                          |
| Ширина                     | 1.28 дюйма (33 мм)                                                                                                 |
| Рост                       | 4.5 дюйма (110 мм)                                                                                                 |
|                            | |
| Патрон                     | .22 LR .22 WMR .38 Special +P .357 Magnum 9-мм люгер .327 Federal Magnum                                           |
| Бочки                      | 1:16" Правый поворот                                                                                               |
| Экшен                      | Револьвер двойного действия                                                                                        |
| Система подачи             | 5, 6 или 8-круглый цилиндр                                                                                         |
| Достопримечательности      | Фиксированная «U-образная» задняя и прижимная рамповая мушка (более поздние модели с тритиевой точечной мушкой XS) |
| Ссылки                     | |

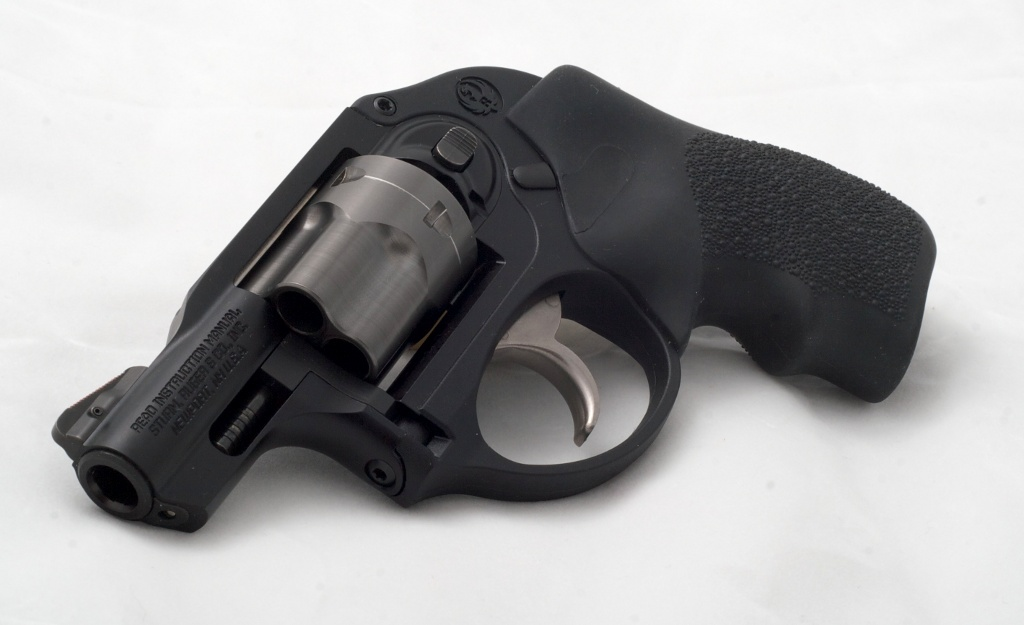
Ruger LCR

Ruger LCR — компактный револьвер, выпущенный компанией Sturm, Ruger & Co. и анонсированный в январе 2009 года. LCR означает «Легкий компактный револьвер». Он включает в себя несколько новых функций, таких как полимерная рукоятка и корпус спускового крючка, монолитный приемник и триггер с постоянной силой. При весе 13,5 унции (380 г) LCR почти на 50 % легче, чем SP101 из нержавеющей стали, так как только ствол и рифленый цилиндр изготовлены из нержавеющей стали.

## Описание
LCR работает только в режиме двойного действия (DAO), так как молоток скрыт в корпусе управления огнем рукоятки рамы и не может быть взведен до стрельбы. Для создания более легкой тяги спускового крючка он оснащен кулачком, уменьшающим трение.
LCR был первоначально выпущен под патрон .38 Special. В июне 2010 года Ruger выпустила LCR-357 под патрон .357 Magnum. С ростом популярности LCR, в декабре 2011 года Ruger анонсировала новый Ruger LCR 22 под патрон .22 LR с восемью патронами. Летом 2013 года компания Ruger представила версию LCR .22 Winchester Magnum Rimfire (WMR) с шестью патронами. Осенью 2014 года Ruger представила версию с пятью выстрелами 9mm Luger и шестью выстрелами .327 Federal Magnum годом позже.
Рама LCR изготовлена из алюминиевого сплава и синтетического стеклонаполненного полимера матового черного цвета с синергетическим твердым покрытием. Согласно веб-сайту Ruger, «монолитная рама изготовлена из аэрокосмического алюминия серии 7000 .Модели 22 LR, .22 Magnum и .38 Spl +P и из нержавеющей стали серии 400 в мощных моделях .357 Magnum, 9mm Luger и .327 Federal Magnum.»

### LCRx
Ruger анонсировал вариант LCRx в декабре 2013 года, который имеет внешний молоток, позволяющий стрелять в одиночном или двойном действии. Все другие особенности LCR также присутствуют в LCRx, включая полимерную рукоятку, корпус спускового крючка и рифленый цилиндр из нержавеющей стали. 1,87-дюймовая (47 мм) версия ствола LCRx в .357 Magnum и 3-дюймовая (76 мм) версия ствола в .22 Magnum и .22 LR стали доступны в апреле 2017 года. Версия с 1,87-дюймовым стволом стала доступна как пятизарядный 9-мм Luger и шестизарядный .327 Federal Magnum осенью 2017 года